# Gradska općina Kranj
Gradska općina Kranj (slo.:Mestna občina Kranj) je općina u sjevernoj Sloveniji u pokrajini Gorenjskoj i statističkoj regiji Gorenjskoj. Središte općine je grad Kranj s 39.897 stanovnika.

## Zemljopis
Općina Kranj nalazi se na sjeveru Slovenije u podnožju alpskog planinskog masiva. Sjevernim dijelom općine pružaju se Kamniške Alpe, dok se pri jugu tlo spušta u dolinu rijeke Save. Nizinski dio je pogodan za život i tu je većina naselja općine.
U nižim dijelovima općine vlada umjereno kontinentalna klima, dok u višim krajevima vlada njena oštrija, planinska varijanta.
Rijeka Sava je najznačajniji vodotok u općini, ostali vodotoci su pritoci Save.

## Naselja u općini
Babni Vrt, Bobovek, Breg ob Savi, Britof, Čadovlje, Čepulje, Golnik, Goriče, Hrastje, Ilovka, Jama, Jamnik, Javornik, Kokrica, Kranj, Lavtarski Vrh, Letenice, Mavčiče, Meja, Mlaka pri Kranju, Nemilje, Njivica, Orehovlje, Pangršica, Planica, Podblica, Podreča, Povlje, Praše, Predoslje, Pševo, Rakovica, Spodnja Besnica, Spodnje Bitnje, Srakovlje, Srednja vas – Goriče, Srednje Bitnje, Suha pri Predosljah, Sveti Jošt nad Kranjem, Šutna, Tatinec, Tenetiše, Trstenik, Zabukovje, Zalog, Zgornja Besnica, Zgornje Bitnje, Žabnica, Žablje

## Vanjske poveznice
- Službena stranica općine